# Руссільйонські фрикадельки

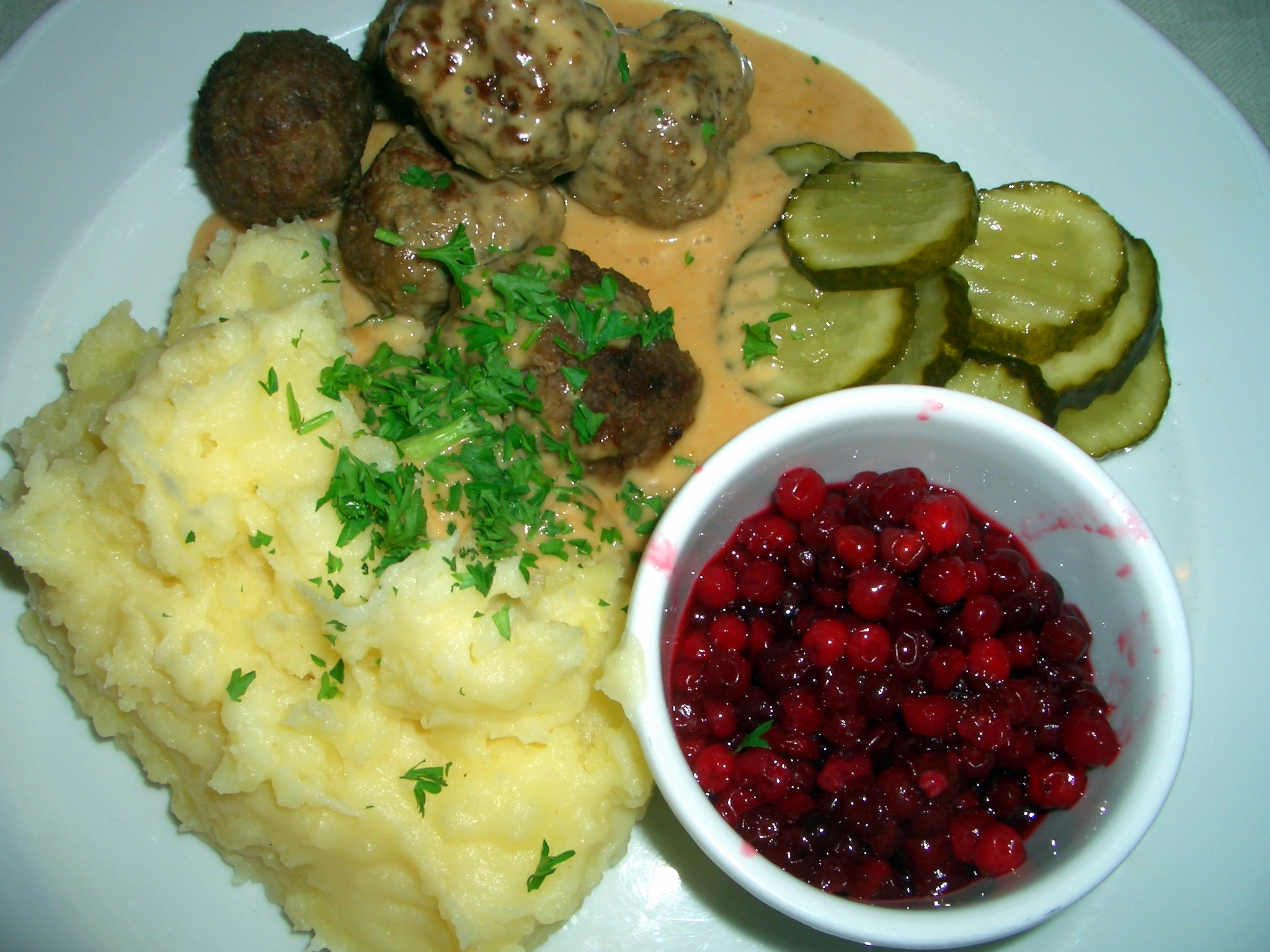
Русільйонські фрикадельки

Русільйо́нські фрикаде́льки (кат. boles de picolat, літературна вимова — [ˈbołəs də pikuˈłat], вимова у північнокаталанському (русільйонському) діалекті — [ˈbułəs də pikuˈłat], фр. boulettes de viande) — традиційна північнокаталонська страва.
Русільйонські фрикадельки — традиційна м'ясна страва Північної Каталонії, робиться зі свинини та телятини з додаванням яйця, борошна, цибулі, часнику, зелених оливок, моркви, томатної пасти, оливкової олії, солі та перцю. 
Назви іншими мовами: фр. boulettes de viande, англ. meatballs, порт. almôndegas, ісп. albóndigas, італ. polpette, окс. caulets (у кумарці Баль-д'Аран).